# Cầu mái che Hillsgrove
Cầu mái che Hillsgrove là cầu mái che giàn Burr bắc qua rạch Loyalsock ở Xã Hillsgrove, Quận Sullivan, Pennsylvania, bang Pennsylvania. Nó được xây dựng vào khoảng năm 1850 và dài 186 foot (56,7 m). Năm 1973, nó đã trở thành cầu có mái che đầu tiên trong quận được đưa vào Địa danh Đăng bộ Lịch sử Quốc gia (NRHP). Cây cầu này được đặt tên theo xã và các làng lân cận chưa hợp nhất của Hillsgrove, và cũng được gọi là Cầu mái che Rinkers theo tên của một trang trại liền kề.
Tiểu bang Pennsylvania có cầu mái che đầu tiên tại Hoa Kỳ và đã từng có nhiều cây cầu như vậy nhất kể từ thế kỷ thứ 19. Những cây cầu này là một sự đổi kiểu từ cầu bằng đá và hàn kim loại thành cầu với mái và các cấu trúc bên để tránh những ảnh hưởng của thời tiết.